# Rensjön (Junsele socken, Ångermanland)
Rensjön är en sjö i Sollefteå kommun i Ångermanland och ingår i Ångermanälvens huvudavrinningsområde. Sjön har en area på 2,61 kvadratkilometer och ligger 214,9 meter över havet. Sjön avvattnas av vattendraget Kvarnån.

## Delavrinningsområde
Rensjön ingår i det delavrinningsområde (705928-155228) som SMHI kallar för Utloppet av Rensjön. Medelhöjden är 230 meter över havet och ytan är 11,62 kvadratkilometer. Räknas de 8 avrinningsområdena uppströms in blir den ackumulerade arean 53,77 kvadratkilometer. Kvarnån som avvattnar avrinningsområdet har biflödesordning 2, vilket innebär att vattnet flödar genom totalt 2 vattendrag innan det når havet efter 117 kilometer. Avrinningsområdet består mestadels av skog (54 procent) och sankmarker (14 procent). Avrinningsområdet har 2,6 kvadratkilometer vattenytor vilket ger det en sjöprocent på 22,4 procent.